# Jean Mazel
Jean Mazel (* 10. Mai 1910 in Phnom Penh; † 19. August 1962 ebenda) war ein französischer Politiker. Von 1945 bis 1955 war er Abgeordneter der Nationalversammlung.

## Frühes Leben und Krieg
Mazel kam als Sohn eines Franzosen und einer Kambodschanerin in der Kolonie Französisch-Indochina zur Welt. In Frankreich erwarb er einen Doktortitel in Jura und arbeitete fortan als Avoué in Mende. Mit dem Ausbruch des Zweiten Weltkriegs wurde er eingezogen und erhielt für seine Verdienste später das Croix de Guerre. Das Vichy-Regime ernannte ihn nach seiner Machtübernahme zum Mitglied des Stadtrats von Mende und zum zweiten Stellvertreter des Bürgermeisters. Als er 1942 eine Vertrauensfrage von Premierminister Pierre Laval ablehnte, bat er anschließend den Präfekten des Départements Lozère um seine Entlassung. Obwohl ihm dies nicht gewährt wurde, trat er der Résistance bei und wurde zeitweise polizeilich gesucht. Für seine Verdienste in der Résistance wurde er in die Ehrenlegion aufgenommen.

## Politische Karriere
Nach der Befreiung des Landes wurde er 1945 zum Bürgermeister von Mende und zudem in den Generalrat des Départements Lozère gewählt. Für das Mouvement républicain populaire trat er im Oktober 1945 bei den Wahlen zur verfassungsgebenden Nationalversammlung an und zog in diese ein. Bei den Wahlen zur zweiten verfassungsgebenden Nationalversammlung im Juni und den ersten regulären Parlamentswahlen im November 1946 wurde er jeweils wiedergewählt. Innerhalb seiner Partei bekleidete er das Amt des Vorsitzenden im Département, von welchem er 1948 jedoch zurücktrat. Bei den folgenden Wahlen 1951 wurde er für das Centre national des indépendants et paysans ins Parlament gewählt. Auf kommunaler Ebene schloss er 1953 ein breites Bündnis aus Rechten und Sozialisten. Wenig später entschied er sich zu einem Umzug nach Saint-Raphaël, was zur Folge hatte, dass er bei den Parlamentswahlen 1956 nicht erneut kandidierte und sich gleichzeitig von seinen weiteren politischen Ämtern zurückzog. In Kambodscha, wo er geboren worden war, war er nach der Unabhängigkeit des Landes als politischer Berater der Regierung tätig. Dort starb Mazel 1962.